# Prionocera oregonica
Prionocera oregonica är en tvåvingeart som beskrevs av Alexander 1943. Prionocera oregonica ingår i släktet Prionocera och familjen storharkrankar. Inga underarter finns listade i Catalogue of Life.